# Casshern Sins
Casshern Sins (キャシャーン Sins, Kyashān Sins) est une série d'animation japonaise de vingt-quatre épisodes produite par Madhouse et diffusée au Japon d'octobre 2008 à mars 2009. Elle a également fait l'objet d'une adaptation en manga dans le magazine Comic Rush.

## Avant-propos
Bien que des éléments relatifs à la série originelle Shinzō Ningen Kyashān apparaissent dans cet opus, Casshern Sins doit être envisagé comme une œuvre totalement indépendante. De par la différence de traitement des personnages et son ambiance (sa noirceur et sa façon de dépeindre le monde), elle ne peut être considérée comme un remake ou en reboot de Shinzō Ningen Kyashān.

## Histoire
Au temps où les robots dominaient d'une main de fer les êtres humains, leurs créateurs, un jour apparut une jeune fille du nom de Luna. Alors les gens commencèrent à se rassembler autour d'elle, en quête de salut, et l'appelèrent « le Soleil nommé Lune ». Mais Braiking Boss, souverain absolu de l'Empire robotique, ne pouvait tolérer un tel affront : c'est la raison pour laquelle il envoya Casshern, Dio et Léda assassiner Luna. Mais au moment où Casshern a tué le Soleil nommé Lune, la « Ruine » s'est déversée sur le monde...
Des siècles plus tard, tout n'est plus qu'à l'état de cendres, et les bâtiments ne laissent plus désormais place qu'à de vastes déserts. Les robots eux-mêmes, que l'on croyait éternels, sont promis à une décrépitude certaine... Un mal qu'on appelle la « Ruine ».
C'est dans ce monde qu'apparaît Casshern, dont on avait perdu toute trace depuis la mort de Luna. Mais l'assassin semble avoir tout oublié, jusqu'à sa propre identité. Son périple pour découvrir son passé commence alors qu'il est assailli par des hordes de robots qui hurlent son nom... « Casshern ».

## Liste des épisodes
| Épisode | Titre original                                                          | Titre français                      | Scénario          | Storyboard         | Mise en scène      | Directeur de l’animation                                                             |
| ------- | ----------------------------------------------------------------------- | ----------------------------------- | ----------------- | ------------------ | ------------------ | ------------------------------------------------------------------------------------ |
| 1       | 終末の世界で (Shūmatsu no sekai de)                                     | À la fin du monde                   | Yasuko Kobayashi  | Shigeyasu Yamauchi | Shigeyasu Yamauchi | Yoshihiko Umakoshi                                                                   |
| 2       | 世界は断末の声に満ちて (Sekai wa danmatsu no koe ni michite)            | Le monde inondé d'agonies           | Yasuko Kobayashi  | Shigeyasu Yamauchi | Shigeyasu Yamauchi | Yoshihiko Umakoshi                                                                   |
| 3       | 苦悩の果てに (Kunō no hate ni)                                          | La fin du martyre                   | Akatsuki Yamatoya | Tatsuya Nagamine   | Tatsuya Nagamine   | Terumi Nishii                                                                        |
| 4       | 滅びの天使 (Horobi no tenshi)                                           | L'Ange de la Ruine                  | Natsuko Takahashi | Shigeyasu Yamauchi | Shigeyasu Yamauchi | Yoshihiko Umakoshi                                                                   |
| 5       | 月という名の太陽を殺した男 (Tsuki to iu na no taiyō wo koroshita otoko) | Le meurtrier du Soleil nommé Lune   | Tsutomu Kamishiro | Naoki Ôhira        | Nobukage Kimura    | Keiko Okuda                                                                          |
| 6       | 運命との再会 (Unmei to no saikai)                                       | Retrouvailles avec le destin        | Tsutomu Kamishiro | Naoyuki Itô        | Naoyuki Itô        | Keiko Okuda                                                                          |
| 7       | 高い塔の女 (Takai tō no onna)                                           | La femme de la tour                 | Reiko Yoshida     | Shigeyasu Yamauchi | Shigeyasu Yamauchi | Mari Tominaga                                                                        |
| 8       | 希望の賛歌 (Kibō no sanka)                                              | L'hymne à l'espoir                  | Akatsuki Yamatoya | Shigeyasu Yamauchi | Tatsufumi Itô      | Tatsufumi Itô                                                                        |
| 9       | 滅びの谷に咲く花 (Horobi no tani ni saku hana)                          | Les fleurs de la vallée de la Ruine | Tsutomu Kamishiro | Nobukage Kimura    | Nobukage Kimura    | Tetsurô Aoki                                                                         |
| 10      | 過去に囚われた男 (Kako ni torawareta otoko)                             | Le prisonnier du passé              | Yasuko Kobayashi  | Naoyuki Itô        | Naoyuki Itô        | Jun'ichi Hayama                                                                      |
| 11      | 己の使命のもとに (Onore no shimei no moto ni)                           | Une mission chevillée au corps      | Tsutomu Kamishiro | Takuma Sendôji     | Kôhei Hatano       | Kenji Hayama                                                                         |
| 12      | 生きた時を色にして (Ikita toki wo iro ni shite)                         | La couleur d'une vie                | Natsuko Takahashi | Tatsuya Nagamine   | Tatsuya Nagamine   | Terumi Nishii                                                                        |
| 13      | 過去は目の前に満ちる (Kako wa me no mae ni michiru)                     | Submergé par le passé               | Yasuko Kobayashi  | Nobukage Kimura    | Nobukage Kimura    | Keiko Okuda                                                                          |
| 14      | 真実は闇を照らし (Shinjitsu wa yami wo terashi)                         | La vérité éclairant les ténèbres    | Tsutomu Kamishiro | Shinpei Miyashita  | Tatsufumi Itô      | Tatsufumi Itô                                                                        |
| 15      | 死神ドゥーン (Shinigami Dūn)                                            | Dune, la Faucheuse                  | Natsuko Takahashi | Shigeyasu Yamauchi | Shigeyasu Yamauchi | Yoshihiko Umakoshi                                                                   |
| 16      | 信じる力のために (Shinjiru chikara no tame ni)                          | La force de croire                  | Takashi Yamada    | Nobukage Kimura    | Nobukage Kimura    | Naoyoshi Yamamuro                                                                    |
| 17      | ガラスのゆりかご (Garasu no yurikago)                                   | Le berceau de verre                 | Natsuko Takahashi | Naoyuki Itô        | Naoyuki Itô        | Naoyoshi Yamamuro                                                                    |
| 18      | いきた時これからの時間 (Ikita toki kore kara no jikan)                  | À la croisée de sa vie              | Akatsuki Yamatoya | Shigeyasu Yamauchi | Shigeyasu Yamauchi | Kanako Maru                                                                          |
| 19      | 心に棲む花を信じて (Kokoro ni sumu hana wo shinjite)                    | La foi dans les fleurs du cœur      | Reiko Yoshida     | Naomi Nakayama     | Naomi Nakayama     | Keiko Okuda                                                                          |
| 20      | 誰がために花は咲く (Ta ga tame ni hana wa saku)                         | Pour qui éclosent les fleurs ?      | Natsuko Takahashi | Eun Young Choi     | Eun Young Choi     | Eun Young Choi                                                                       |
| 21      | 失望の楽園 (Shitsubō no rakuen)                                         | Le paradis de la déception          | Reiko Yoshida     | Shinpei Miyashita  | Nobukage Kimura    | Satoru Kiyomaru, Itaru Saitô, Takanyaa, Norika Togawa, Masaaki Sakurai, Masaru Kitao |
| 22      | 永遠という名の雫 (Eien to iu na no shizuku)                             | Une goutte nommée éternité          | Yasuko Kobayashi  | Shigeyasu Yamauchi | Naomi Nakayama     | Mari Tominaga                                                                        |
| 23      | 還る者達 (Kaeru mono-tachi)                                             | Le retour                           | Yasuko Kobayashi  | Shigeyasu Yamauchi | Nobukage Kimura    | Terumi Nishii                                                                        |
| 24      | 巡り咲く花へ (Megurisaku hana e)                                        | Vers la ronde des fleurs            | Yasuko Kobayashi  | Shigeyasu Yamauchi | Shigeyasu Yamauchi | Yoshihiko Umakoshi                                                                   |

## Adaptations
Casshern Sins a été dévoilé pour la première fois lors du Tokyo International Anime Fair 2008, où il a été annoncé que Madhouse serait responsable de l'animation. L'anime est actuellement transmis sur TV Chiba, TV Aichi, TV Kanagawa et TV Saitama au Japon.
En France, Casshern Sins a été diffusé sur la chaîne Nolife ainsi que sur Gong Max.
Une adaptation manga a été annoncée le 26 septembre 2008 dans le magazine mensuel Monthly Comic Rush. Sa publication a commencé le 25 octobre 2008.

## Musiques
La musique du générique d'introduction de Casshern Sins est "Aoi Hana" de Color Bottle. Le générique de fin pour les 12 premiers épisodes est "reason" de K∧N∧, Le générique de fin du 13e épisode est "Aoi Kage"  de Masanori Sera. L'actuel générique de fin est "Hikari to Kage" chanté par Kunoshinji.